# Can Can (fragancia)
Can Can es una fragancia de mujer por Parlux Fragrances, y es la quinta fragancia aprobada por Paris Hilton, seguida de Heiress.
La fragancia fue lanzada el 27 de octubre de 2007 y está 
inspirada por la película Moulin Rouge!. La fragancia posee una mezcla de flores de clementina, cassis, nectarina, orquídeas salvajes, openis, azahar, almizcle, ámbar y maderas.

## Propaganda
En su lanzamiento en Estados Unidos se utilizaron fragmentos del álbum de Paris en su convención.